# Алепізавр
Алепізавр (Alepisaurus) — рід авлопоподібних риб, єдиний в родині Алепізаврові (Alepisauridae). Включає два види. Алепізаври — великі, до 2 м, хижі риби, які мешкають в пелагіалі відкритого океану.

## Поширення
Зустрічаються вони і біля поверхні, і на глибині 200 м і більше. Географічне поширення їх дуже широко: ці риби відсутні, мабуть, тільки в полярних басейнах.

## Опис

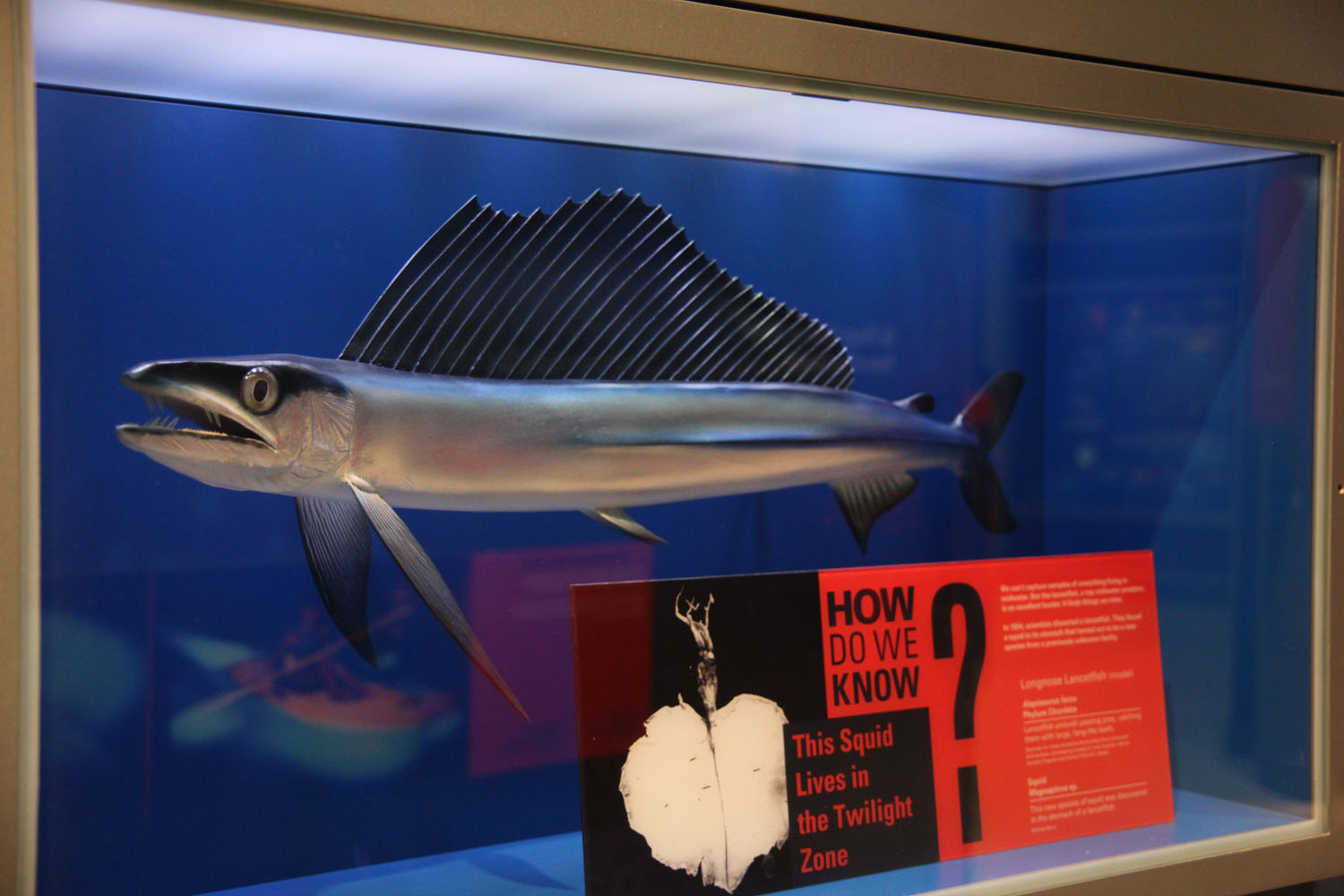
Алепізавр у Національному Музеї Природознавства у Вашингтоні, округ Колумбія, США

Найбільш характерні в зовнішньому вигляді алепізаврів слабке, в'яле, позбавлене луски змієподібне тіло і величезний спинний плавець. У передній частині тіло трохи стисле з боків, в хвостовій — майже циліндричне, з боків його з кожного боку проходить подовжній жировий кіль. Голова також дещо стисла з боків, при закритому роті має клиноподібну форму. Рот величезний, тягнеться далеко за вертикаль заднього краю ока. Окрім зубів на щелепах, є потужні кинжалоподібні ікла на піднебінних кістках. Плавального міхура і органів, що світяться, не мають. Голова, тіло і деякі плавники алепізаврів мають дуже красивий металевий відблиск. Загальний тон їх забарвлення сіро-синьо-чорний. Спина майже чорна, боки зеленувато-сині, черево сріблясто-сіре. Великий спинний плавець — чорно-синій. Анальний плавець — чорний, з веселковим відливом і вузькою білою облямівкою.
Усе тіло риби здається таким, що просвічується. Найбільший з відомих екземплярів мав довжину майже 210 см, а риби завдовжки 1-1,5 м зустрічаються дуже часто в уловах тунцевих ярусів. Цікаво, що в різних колекціях алепізаври представлені саме такими великими екземплярами; риби менше 40 см зустрічаються в них набагато рідше, і отримані вони головним чином з шлунків інших, більших особин свого ж виду.

## Спосіб життя
Алепізаври — дуже ненажерливі хижаки і шлунки спійманих риб зазвичай бувають наповнені найрізноманітнішою їжею: тут можна зустріти риб, восьминогів, кальмарів, сальп, різних ракоподібних.
Завдяки тому, що у алепізаврів переварювання їжі відбувається тільки в кишці, вміст їх шлунків є цікавим матеріалом для іхтіологів-систематиків. І немало нових для науки видів риб було отримано саме з цього джерела.
Самі ж алепізаври служать їжею тунцям, деяким пелагічним акулам і своїм більшим побратимам.

## Розмноження
Про розмноження алепізаврів відомо мало що. Мабуть, вони гермафродити і в тілі кожної риби розвиваються і жіночі і чоловічі статеві продукти.

## Значення
Алепізаври постійно попадаються як прилов при ярусному лові тунців. Навряд чи часто вживаються вони в їжу, але м'ясо їх, незважаючи на деяку в'ялість, відрізняється чудовим смаком.

## Класифікація
У роді описано два види:
- Alepisaurus brevrostris Gibbs, 1960
- Alepisaurus ferox R. T. Lowe, 1833